# Lionel Price
Lionel Price (Marylebone, 6 febbraio 1927 – 10 gennaio 2019) è stato un cestista britannico.

## Carriera
Con la Gran Bretagna ha disputato le olimpiadi del 1948, a Londra, disputando 8 partite.